# Alchemilla laeta
Alchemilla laeta é uma espécie de rosácea do gênero Alchemilla, pertencente à família Rosaceae.